# Карлос Невадо
Карлос Невадо  (нім. Carlos Nevado, 16 вересня 1982) — німецький хокеїст на траві, олімпійський чемпіон.

## Виступи на Олімпіадах
| Олімпіада  | Дисципліна     | Місце |
| ---------- | -------------- | ----- |
| Пекін 2008 | хокей на траві | 1     |